# Francisco Narbón
Francisco Javier Narbón Cuadra (ur. 11 lutego 1995 w mieście Panama) – panamski piłkarz występujący na pozycji defensywnego pomocnika, reprezentant Panamy.